# روزي فيلا
روزي فيلا (بالإنجليزية: Rosie Vela)‏ هي مغنية ومغنية مؤلفة وملحنة وعارضة أمريكية، ولدت في 11 نوفمبر 1954 في غالفستون في الولايات المتحدة.

## وصلات خارجية
- روزي فيلا على موقع IMDb (الإنجليزية)
- روزي فيلا على موقع ميوزك برينز (الإنجليزية)
- روزي فيلا على موقع ديسكوغز (الإنجليزية)
- روزي فيلا على موقع قاعدة بيانات الفيلم (الإنجليزية)
- روزي فيلا على موقع دليل عارضات الأزياء (الإنجليزية)